# Área metropolitana de Elmira
El Área Metropolitana de Elmira y oficialmente como Área Estadística Metropolitana de Elmira, NY MSA tal como lo define la Oficina de Administración y Presupuesto, es un Área Estadística Metropolitana centrada en la ciudad de Elmira en el estado estadounidense de Nueva York. El área metropolitana tenía una población en el Censo de 2010 de 88.830 habitantes, convirtiéndola en la 357.º área metropolitana más poblada de los Estados Unidos. El área metropolitana de Elmira comprende solo el condado de Chemung y la ciudad más poblada es Elmira.

## Composición del área metropolitana

### Condados
- Condado de Chemung

Pueblos
- Ashland
- Baldwin
- Big Flats
- Catlin
- Chemung
- Elmira
- Erin
- Horseheads
- Veteran
- Southport
- Van Etten

Ciudades, Villas y Aldeas
- Breesport (Lugar designado por el censo)
- Elmira (ciudad)
- Elmira Heights (villa)
- Horseheads (villa)
- Millport (villa)
- Pine Valley (Lugar designado por el censo)
- Van Etten (villa)
- Wellsburg (villa)
- West Elmira (Lugar designado por el censo)
- Horseheads North (Lugar designado por el censo)